# Oceanijsko prvenstvo u košarci 1991.
Oceanijsko prvenstvo u košarci 1989. bilo je deseto izdanje ovog natjecanja. Igralo se u od 1. do 7. lipnja u novozelandskim gradovima  Wellington i Palmerston North. Pobjednik se kvalificirao na OI 1992.

## Turnir
| 1. momčad  | Ishod   | 2. momčad   |
| ---------- | ------- | ----------- |
| Australija | 96 : 79 | Novi Zeland |
| Australija | 74 : 57 | Novi Zeland |

| Pobjednici Oceanijskog košarkaškog prvenstva 1991. |
| AUSTRALIJA Deseti naslov                           |